# Oenoptila subfasciata
Oenoptila subfasciata là một loài bướm đêm trong họ Geometridae.